# Liste der Monuments historiques in Rammersmatt
Die Liste der Monuments historiques in Rammersmatt führt die Monuments historiques in der französischen Gemeinde Rammersmatt auf.

## Liste der Objekte
| Bezeichnung      | Beschreibung                     | Standort                                    | Kennzeichnung | Schutzstatus | Datum | Bild |
| ---------------- | -------------------------------- | ------------------------------------------- | ------------- | ------------ | ----- | ---- |
| Sakristeischrank | Eichenholz, 18. Jahrhundert      | in der Kirche St-Jean-Gualbert (Lage)       | PM68001154    | Inscrit      | 1985  |      |
| Wappenstein      | Sandstein, 1483                  | außen an der Kirche St-Jean-Gualbert (Lage) | PM68000287    | Classé       | 1984  |      |
| Vier Reliquiare  | Holz, vergoldet, 18. Jahrhundert | in der Kirche St-Jean-Gualbert (Lage)       | PM68001155    | Inscrit      | 1985  |      |